# SODCIT
SODCIT (англ. Strategic Operations to Destroy Critically Important Targets — стратегічні операції зі знищення критично важливих цілей) — російська військово-теоретична концепція реалізації стратегічних операцій, створення якої західні військові фахівці приписують військовим теоретикам російських збройних сил. У низці західних публікацій для позначення цієї концепції згадується російська абревіатура СОПКВО - стратегічна операція з ураження критично важливих об'єктів.

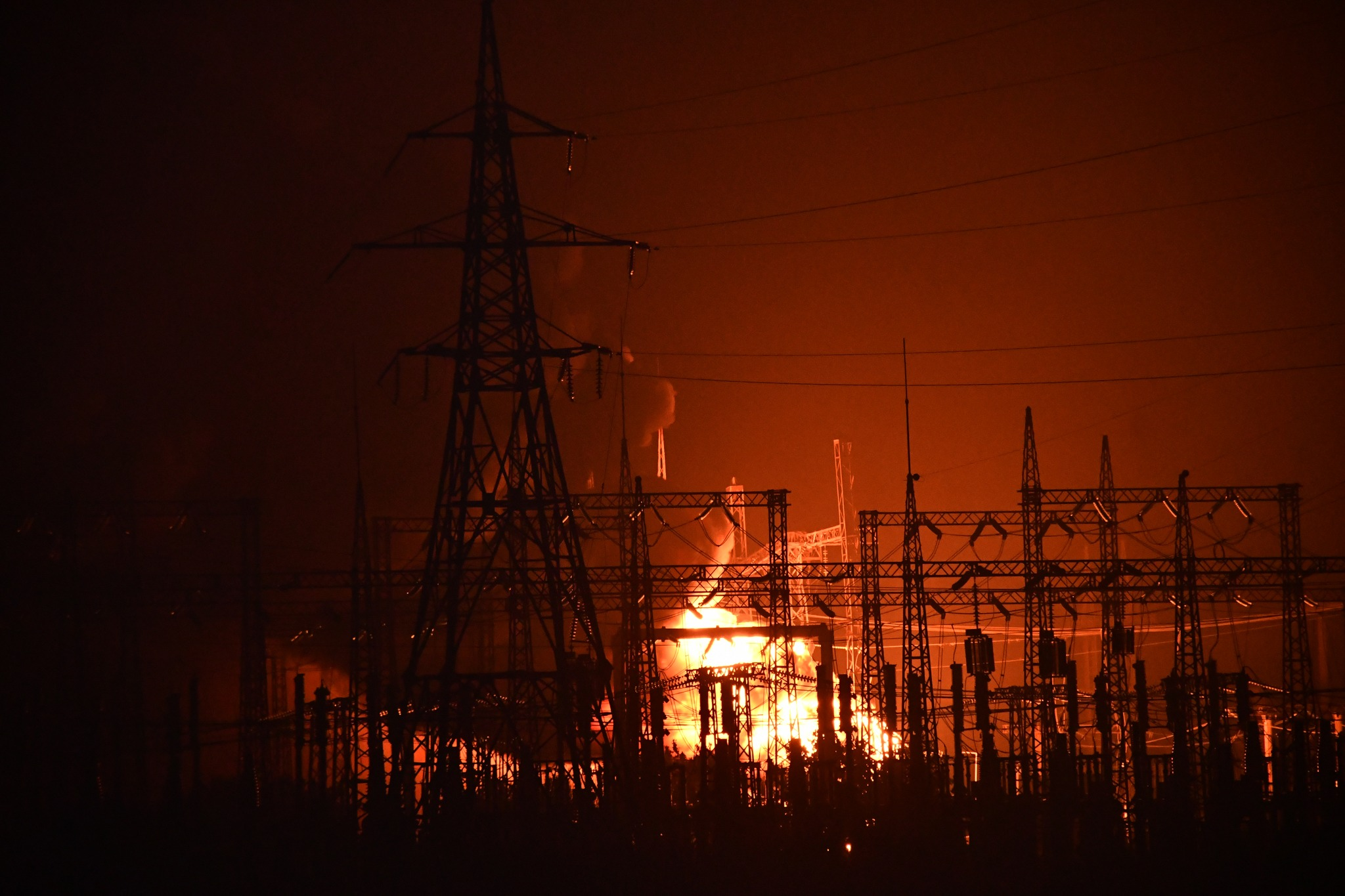
Пожежа на одному з об'єктів енергетичної інфраструктури України, під час масових ударів по об'єктах критичної інфраструктури

За російськими уявленнями, суть доктрини SODCIT полягає в запобіганні зовнішньої агресії шляхом нанесення противнику такого матеріального і психологічного збитку, який змусить його зупинити ескалацію конфлікту на умовах, прийнятних для російської сторони. У рамках цієї концепції головними цілями російських ударів стають ключові об'єкти військової, політико-адміністративної та військово-економічної інфраструктури супротивника, яку потрібно довести до такого стану, за якого ескалація воєнних дій неможлива. Націленість SODCIT на військові цілі передбачає мінімізацію цивільних втрат і супутнього збитку.
Здійснення цієї доктрини було активно продемонстровано під час Російського вторгнення в Україну, коли Росія обстрілювала енергетичну інфраструктуру України з метою схилити український уряд до перемовин. Однак за оцінкою Міноборони Великої Британії, впевненість в ефективності такої стратегії, ймовірно, притупилася серед російських військових еліт.

## Передісторія
На думку західних фахівців, з розпадом Радянського Союзу російські погляди на здійснення операцій стратегічного масштабу і на пов'язані з ними військові концепції не припинили еволюціонувати і змінюватися. Результатом цих змін з 1991 року стала серія реформ російського Міністерства оборони і безперервні зміни підпорядкованих йому структур військово-повітряних сил, ППО країни і повітряно-космічних військ. Цілком ймовірно, це відображає той факт, що в російських планах особливою пріоритетністю володіє оборона від аерокосмічного противника як головної загрози, а основне завдання формулюється як відбиття масованого аерокосмічного удару. Розроблення нової стратегічної концепції для розв'язання цих завдань передбачає, що російські військові фахівці вважають проблеми, які стоять перед ними, вкрай непростими.

## Опис
Ключові пункти концепції SODCIT легко відшукуються в російських урядових і військових публікаціях. Її суть полягає в проведенні об'єднаної операції зі знищення критичної інфраструктури супротивника для вирішення своїх стратегічних завдань, причому найімовірнішим супротивником бачаться Сполучені Штати Америки. Передбачається, що групові або масовані ракетні удари стануть важливою частиною реалізації подібних стратегічних планів.
Основними завданнями в рамках концепції SODCIT можуть бути:
- на стратегічному рівні: порушення військового командування загальнонаціонального масштабу, знищення стратегічного ударного потенціалу противника, його військ або військових запасів, порушення роботи уряду на загальнодержавному або регіональному рівні, порушення роботи транспорту і засобів виробництва, перешкоджання мобілізації резервів і критичних ресурсів;
- на оперативному або оперативно-тактичному рівнях: вибивання засобів бойового управління противника, знищення його наступального потенціалу, дезорганізація його основних військових угруповань, перешкоджання введенню в бій основних резервів.

Канадський аналітик Вінсент Турет вказує, що за своєю суттю багатодоменна концепція SODCIT є розвитком радянської теорії глибокої операції, яка була узагальнена російськими теоретиками в аерокосмічну сферу застосування. Причому в процесі цієї трансформації російським військовим довелося поставити з ніг на голову звичну для них підпорядкованість повітряної комоненти інтересам наземних військ і змістити центр ваги в площину повітряно-космічного протистояння та інформаційної війни.
Наразі в російських відкритих джерелах обговорюється кілька способів проведення стратегічних операцій, проте в цих рамках традиційне розмежування морських, повітряних, протиповітряних і наземних бойових дій залишається відносно незмінним. Концепція SODCIT вважається однією з таких варіацій завдяки її всеохоплюючій природі, що охоплює аерокосмічну, морську, наземну площини, проведення спеціальних операцій, ведення кібервійни, здійснення радіоелектронної боротьби і т. д., а також — завдяки всебічній координації зусиль у різних сферах та на різних рівнях.
Російські аналітики підкреслюють, що цілі, які уражаються в рамках концепції SODCIT, мають обиратися так, щоб не спричиняти значних жертв серед цивільного населення, не призводити до екологічних катастроф і не провокувати подальшу ескалацію конфлікту. Імовірність неприйнятного збитку через вплив вторинних наслідків або дії їхньої синергії фігурує в ухваленні рішень як визначальний чинник у виборі цілі та засобу її знищення.
Як наслідок, щорічні російські навчання "Захід", "Схід", "Кавказ" і "Центр" віднедавна почали зачіпати одразу по кілька військових округів і почали здійснюватися з дедалі зростаючою складністю, таким чином, перевіряючи здатність російських збройних сил реалізувати стратегічні плани свого командування. З цього західні військові експерти роблять висновок, що російська концепція "стратегічної операції" за своєю суттю є механізмом, за допомогою якого планують і координують усі зусилля з досягнення стратегічних цілей. Це уявлення не має аналогів у західній військовій школі, за винятком, можливо, концепції спільних операцій, прийнятої в американських збройних силах.